# Milan Horvat
Milan Horvat, slovenski veteran vojne za Slovenijo in politik, * 3. januar 1957

## Odlikovanja in nagrade
Leta 1992 je prejel častni znak svobode Republike Slovenije z naslednjo utemeljitvijo: »za izjemne zasluge pri obrambi svobode in uveljavljanju suverenosti Republike Slovenije«.

## Politično delovanje
Leta 2010 je bil na listi Socialnih demokratov izvoljen v občinski svet Občine Gornji Petrovci. Trenutno (2013) opravlja funkcijo predsednika Odbora za proračun in finance te občine. Je tudi predsednik slovenske Zveze policijskih veteranskih društev "Sever".